# Kuehneosauridae
De Kuehneosauridae zijn een familie van uitgestorven reptielen. Ze leefden ongeveer 210 miljoen jaar geleden, in het Laat-Trias. De geslachten werden eerst beschouwd als de oudste hagedissen maar tegenwoordig gaan zoölogen ervan uit dat de familie primitiever is en nauwer verwant aan de voorouder van zowel de brughagedissen als de hagedissen.
De ongeveer dertig centimeter lange hagedissen zweefden door middel van verstevigde huidflappen aan de flanken. Deze bestonden uit opvouwbare verlengingen van de ribben die voorzien waren van een huidvlies. Ze jaagden op vliegende insecten.

## Geslachten
- Icarosaurus
- Kuehneosaurus
- Kuehneosuchus
- Pamelina
- Perparvus
- Rhabdopelix